# Réforme de Touraine

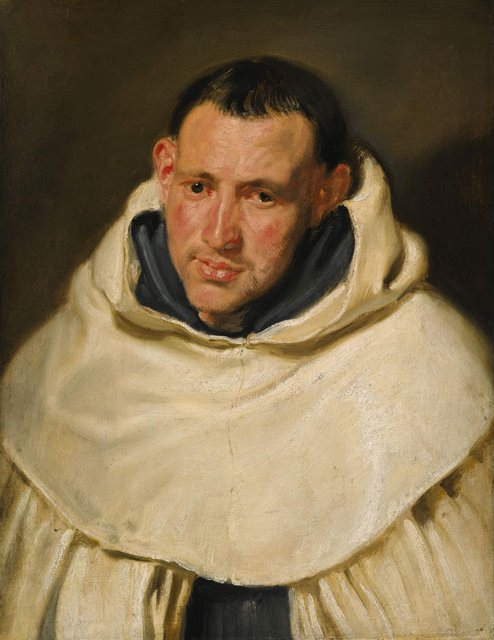
Un carme du XVIIe siècle (par Antoine Van Dyck).

La réforme de Touraine est un mouvement carmélitain de retour à l'observance régulière, apparu en France, au début du XVIIe siècle, dans le contexte de la Contre-Réforme. Elle a donné lieu, chez les Grands Carmes, à la constitution d'une congrégation indépendante, dont l'esprit de stricte observance se diffusera progressivement dans toutes les provinces de l'ordre. 

## Historique

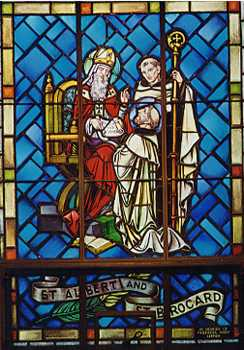
Aux origines de la législation de l'ordre : saint Albert de Jérusalem et saint Brocard.

À la fin du XVIe siècle, l'ordre des Grands Carmes comptait sept provinces en France. Celles-ci avaient été gravement affectées par les Guerres de religion : une telle misère régnait dans les quelques couvents qui avaient échappé à la destruction, que les moines se voyaient obligés de subvenir individuellement à leur propre subsistance, souvent au mépris de la Règle et au détriment de leurs vœux religieux. Face à cette situation déplorable, des carmes de la province dite de Touraine décidèrent de réagir : ils se nommaient Pierre Behourt, Louis Charpentier et Philippe Thibault, ce dernier étant considéré comme le père de la réforme. Personnalité dynamique, il est, entre autres le rédacteur d'un projet de nouvelles Constitutions, qui seront à l'origine d'un mouvement de stricte observance qui finira par gagner, à partir de la seconde moitié du XVIIe siècle, les autres provinces de l'ordre. 
Dès 1594, le pape Clément VIII avait appelé les Grands Carmes à se réformer. En 1603, le général de l'ordre, Henri Silvius, impose à son tour des décrets de réforme. Venu en France à la demande du roi Henri IV, il s'adjoint le concours de Philippe Thibault, qu'il avait connu précédemment à Rome, pour mener à bien son entreprise. C'est ainsi que, le 20 août 1604, le chapitre provincial de Touraine, réuni à Nantes, publie les statuts de la réforme. Commence alors un travail progressif d'imposition de l'observance régulière dans les communautés de la province, les couvents de Rennes, puis d'Angers faisant figure de communautés-pilotes, sous la conduite de Philippe Thibault. En 1633, toute la province est acquise à la réforme. Dans la deuxième moitié du XVIIe siècle, l'ensemble des  provinces carmélitaines françaises se trouve partiellement réformé : après la Touraine, le mouvement avait atteint la province de Narbonne en 1621, puis celles dites de Toulouse, de France et de Provence, vers 1632. Seul le couvent parisien de la place Maubert ne pourra jamais être efficacement réformé.  

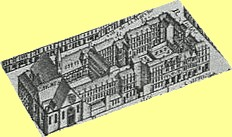
Le couvent de la place Maubert au XVIIIe siècle.

Depuis 1624, le mouvement avait gagné, à partir du couvent de Valenciennes, toutes les maisons de l'actuelle Belgique. S'y distingueront particulièrement, dans le domaine de la mystique, Michel de Saint-Augustin et sa dirigée, Maria Petyt. En 1649, c'est d'ailleurs un carme belge, Gabriel de l'Annonciation, qui introduira officiellement la réforme de Touraine dans les deux provinces d'Allemagne, lesquelles seront déclarées entièrement réformées en 1660. De là, les couvents de Vienne et de Budapest, ainsi que certaines maisons de Silésie et de Bohème, se verront touchés par le retour à l'observance régulière. Enfin, la réforme pénètrera en Pologne par les couvents de Poznań (1647), Gdansk et Bydgoszcz (1672). La Hollande, l'Irlande et le Brésil seront également concernés. 
Parallèlement à cette diffusion essentiellement européenne, les Grands Carmes français s'implantent aux Antilles, à Saint-Christophe et en Guadeloupe, dans la seconde moitié du XVIIe siècle. En 1699, la congrégation issue de la réforme compte en France cent vingt-deux couvents : il y en aura cent trente-trois en 1789, malgré une certaine baisse des effectifs. Au cours du XVIIIe siècle, trois prieurs généraux seront des Français, parmi lesquels André Audras (de 1780 à 1788). Durant la Révolution, le frère Jacques Retouret fera partie des proscrits de l'île Madame.

## Spiritualité

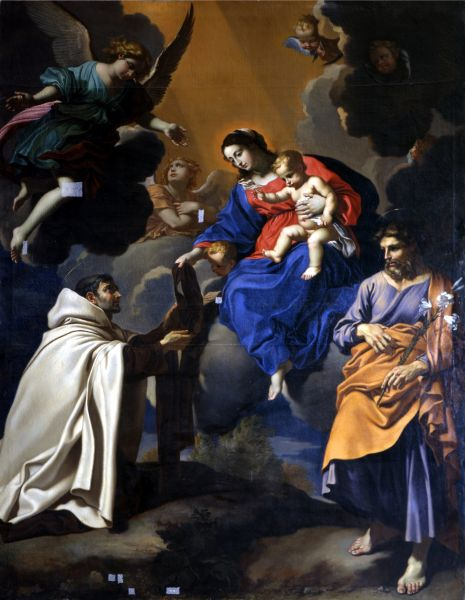
Remise du scapulaire de Notre-Dame du Mont-Carmel (par Nicolas Mignard).

Contrairement à la précédente réforme thérésienne, qui avait donné naissance à l'ordre nouveau des Carmes Déchaux, la réforme de Touraine a reçu, au chapitre général tenu à Rome en 1620, le statut de congrégation indépendante, tout en demeurant à l'intérieur de l'Ancienne Observance : Philippe Thibaut espérait, en effet, voir ainsi s'étendre le mouvement à l'ensemble de l'ordre. Cependant, à l'instar de la réforme espagnole, il s'agit d'un retour à la stricte observance, dans un esprit de solitude, de silence et de prière. 
Premier rédacteur des nouvelles Constitutions, Thibault s'est inspiré de la Règle primitive, attribuée à saint Albert de Jérusalem et mitigée par le pape Eugène IV. Mais en insistant particulièrement sur le chapitre VII, qui recommande au moine de méditer jour et nuit la loi du Seigneur, le réformateur a renoué avec le charisme essentiellement contemplatif du Carmel. 
À cet égard, le choix qu'il a fait de Jean de Saint-Samson, frère convers mystique, comme maître de vie intérieure de la réforme, est révélateur de ses priorités spirituelles. Proche de Ruysbroek et de Thérèse d'Avila, Jean de Saint-Samson devint l'âme du mouvement. C'est pourquoi l'on retrouve les grandes orientations de la Devotio moderna et de la spiritualité "déchaussée", dans les ouvrages issus de la réforme de Touraine, particulièrement la Méthode propre d'oraison mentale et le Directoire des novices, composés par Marc de la Nativité. 
Plus précisément encore, les pratiques qui y sont préconisées, à savoir l'expérience de la présence de Dieu (que l'on trouve, à la même époque, chez le carme déchaux Laurent de la Résurrection) et l'oraison aspirative, constituent un héritage de la doctrine du franciscain flamand Harphius, qui a inspiré bon nombre de mystiques entre le XVe et le XVIIe siècle. 
Prépondérante chez Saint-Samson, la contemplation va de pair, chez Thibault, avec l'apostolat, de sorte que la vie mixte s'imposera au sein des réformés de la stricte observance. Parmi les formes d'activités extérieures développées par ceux-ci, on retiendra les prédications et les confessions, mais aussi les animations du Tiers-Ordre, de la célèbre confrérie du Scapulaire et du sanctuaire breton de Sainte-Anne d'Auray. Selon un décret du Saint-Siège, le passage d'un carme à la réforme de Touraine nécessitait un an de noviciat supplémentaire, assorti d'une nouvelle profession religieuse.

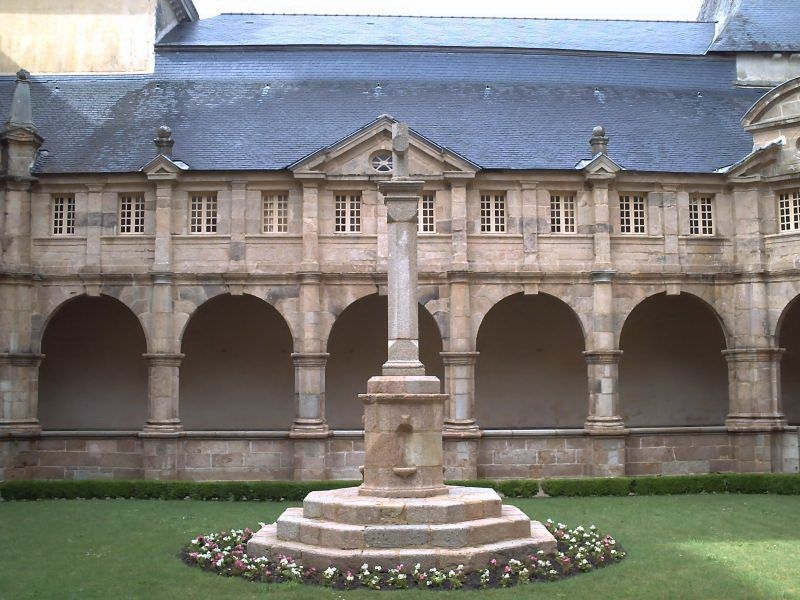
Cloître de Sainte-Anne d'Auray.

## Législation
- 1594 : Décrets de réforme du pape Clément VIII
- 1603-1604 : Décrets de réforme du général Henri Silvus
- 1610 : Normes de gouvernement pour Angers et Rennes
- 1611 : Déclaration Pro Observantia
- 1612 : Règles et statuts de Rennes, rédigés par Philippe Thibault
- 1615 : Exercitia Conventualia
- 1636-1637-1639 : Constitutions de la Réforme[3]

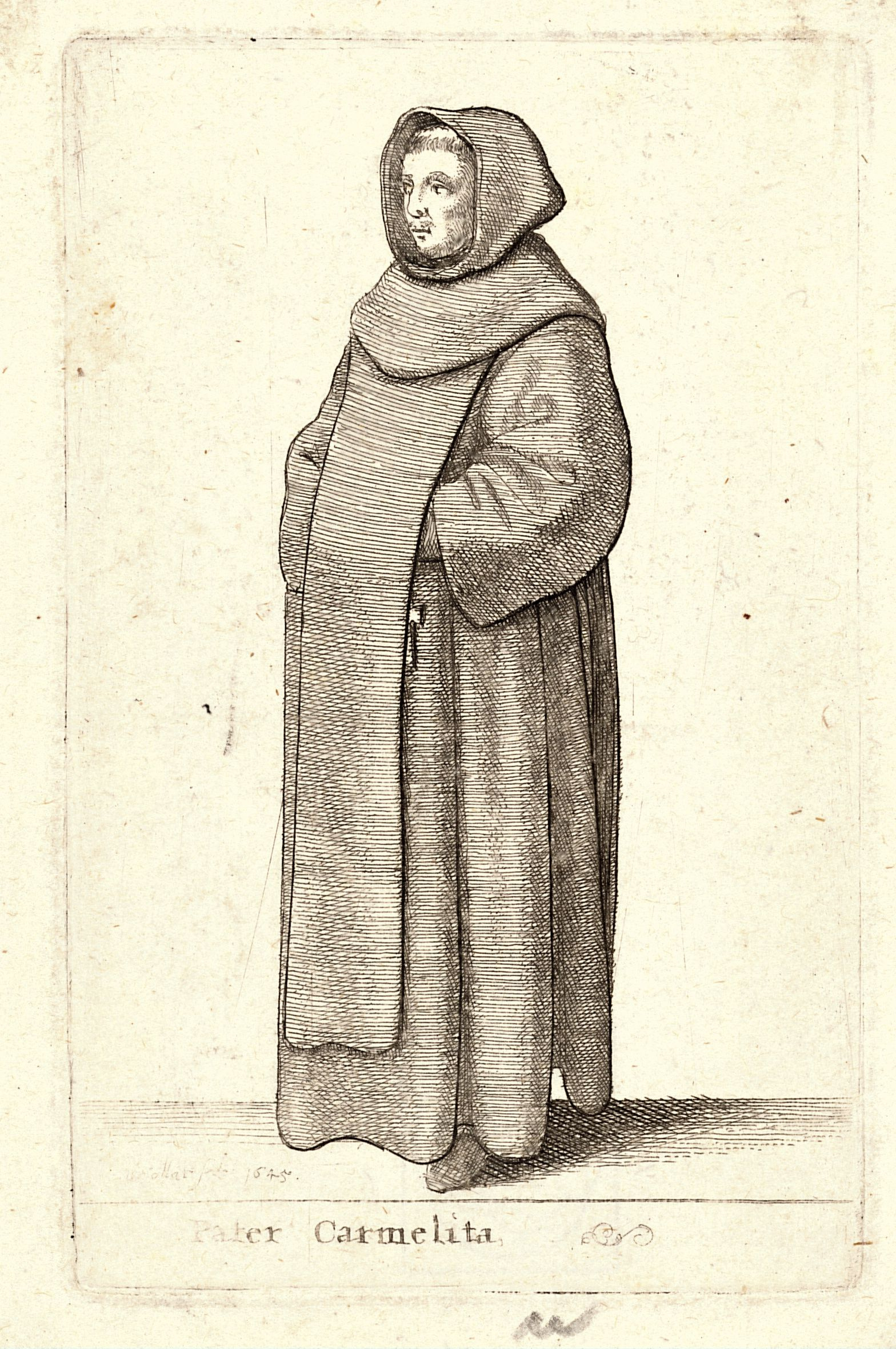
Représentation d'un Carme au XVIIe siècle (par Wenceslas Hollar).

## Personnalités
- Pierre Behourt (1564-1633)
- Philippe Thibault (1572-1638)
- Jean de Saint-Samson (1574-1636)
- Dominique de Saint-Albert (1595-1634)
- Maur de l'Enfant-Jésus (1618-1690)
- Bernard de Sainte-Madeleine (1589-1669)
- Marc de la Nativité (1617-1671)
- Donatien de Saint-Nicolas (1683)
- Hugues de Saint-François (1667)
- Lézin de Sainte-Scholastique (1674)
- Daniel de la Vierge-Marie (1615-1678)
- Michel de Saint-Augustin (1621-1684)
- Maria Petyt (1623-1677)[3]